# Verbod

Universeel pictogram voor een verbod.

 Een verbod is een instructie om een handeling achterwege te laten. Zo'n aanwijzing kan vervat zijn in bevelen, regels, reglementen, religieuze opvattingen en wetgeving. Het is een bewuste inperking van de handelingsvrijheid.